# Vasálarcos ember

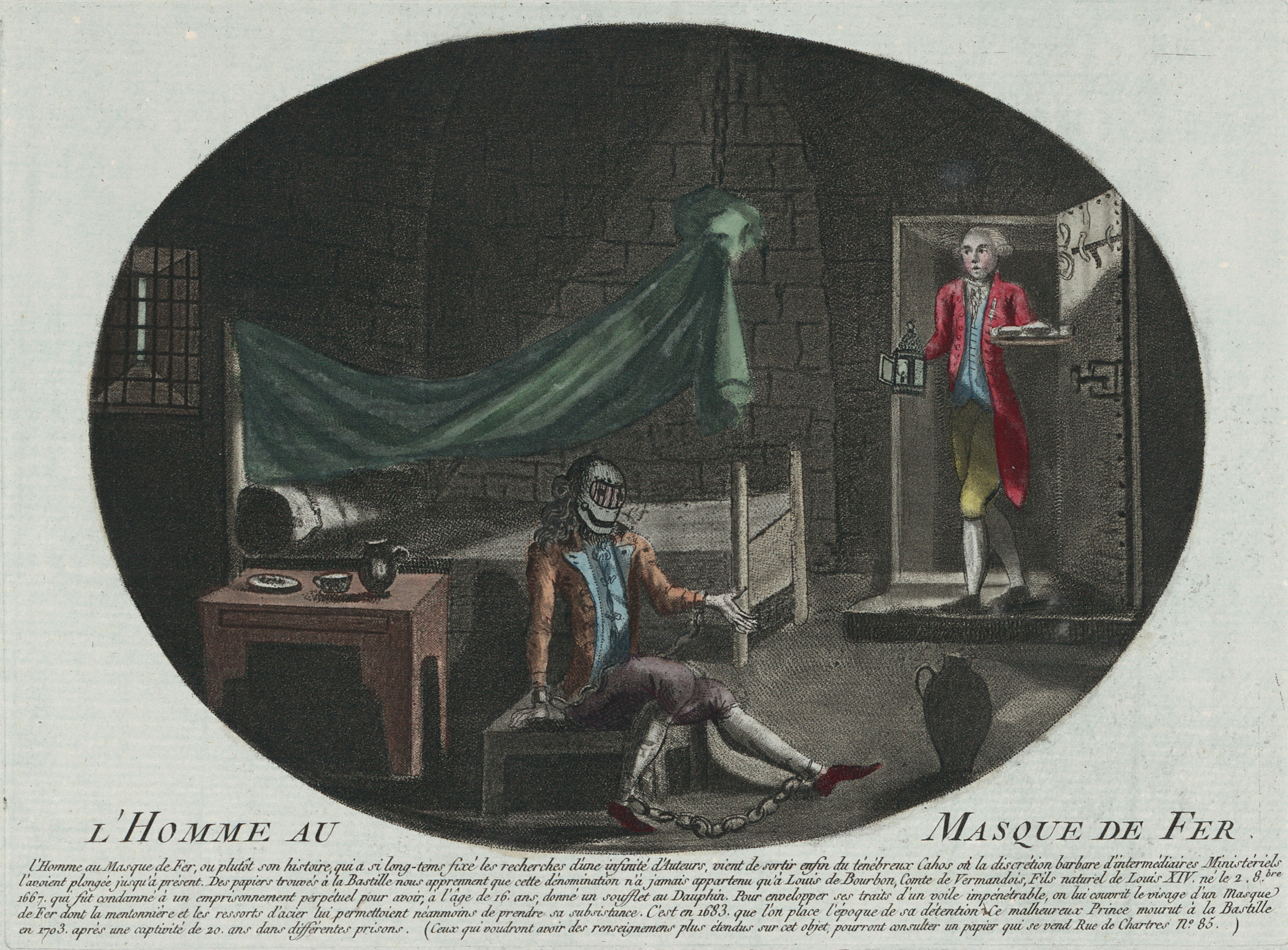
Egy másik legenda: Ismeretlen szerző színezett metszete 1789-ből. Eredeti képaláírása szerint az „igazi” vasmaszkos férfi Louis de Borbon (1667–1683), Vermandois grófja, XIV. Lajos és Louise de La Vallière fia lett volna, aki valójában 1683-ban, kegyvesztett száműzöttként, Cortrai ostrománál harcolva halt meg.

A vasálarcos ember ismeretlen nevű királyi családtag, XIV. Lajos (a későbbi Napkirály) feltételezett ikertestvére.

## Az egyik legenda
1638. szeptember 5-én délben Ausztriai Anna francia királyné fiúgyermeket hozott a világra: az ifjú Fülöp trónörököst, akit a népnek nagy örömmel mutattak be. A bonyodalmak aznap este kezdődtek: a királyné életet adott még egy egészséges fiúnak. A törvényben az állt, hogy ikrek esetén a fiatalabb kerül trónra,[forrás?] de mivel a népnek bemutatták a „trónörököst”, és XIII. Lajos sok országot látott már, amelyek testvérviszály miatt hullottak szét, a király úgy döntött, jobb, ha erről a gyermekről senki sem tud. Anna királynénak azt mondták, a második gyermek halott, és az ifjú Lajos herceget dajkaságba adták. A vasálarcot csak később kapta, amikor már túlzottan hasonlított bátyjához, Fülöphöz, a Napkirályhoz. Ennek a legendának elsősorban Voltaire adott alapot, hiszen ő volt az első, aki ezt papírra vetette, nem sokkal ezután Id. Alexandre Dumas is megjelenítette a legendát a Bragelonne vicomte c. romantikus regényében.

## A valóság
Egyesek úgy vélik, hogy Voltaire-en és egy bizonyos Benigne d’Auvergne de Saint-Mars nevű hivatásos börtönőrön keresztül igazolni tudják a történetet.
1682. március 2-án Louvois márki, XIV. Lajos minisztere fontos levelet írt Saint-Mars-nak, amelyben az az utasítást adta, hogy azok a rabok, akik Pignerolban az alsó torony foglyai, nem érintkezhetnek senkivel, még az exilles-i őrséggel sem.
A történészek kiderítették, hogy Saint-Mars és társai az exilles-i erődben mindössze két rabot őriztek, akik közül az egyik még ott meghalt, a másik pedig a Szent Margit-szigetre (Île Sainte-Marguerite) került, amely Cannes-nal szemben, a Földközi-tengeren fekszik. Az itteni várbörtönben 11 évet töltött, majd Saint-Mars kíséretében a párizsi Bastille-ba vitték. Ezt Voltaire is megerősíti, bár Louvois márki és Saint-Mars leveleiben nem esik szó álarcról. A további kutatás egy olyan akta feltárásához vezetett, amely az álarcot is bizonyítja.
Orvosi vélemények szerint azonban kicsi a valószínűsége, hogy egy ember sokáig élhetett volna a vasálarc állandó viselése mellett.

## Filmen
- A vasálarcos - 1985-ban bemutatott film
- A vasálarcos - 1998-ban bemutatott film